# スーダン・アフリカ民族同盟
スーダン・アフリカ民族同盟（スーダン・アフリカみんぞくどうめい、英：Sudan African National Union、略称：SANU）は、スーダンおよび南スーダンの政党。1963年ウィリアム・デン・ヌヒアルらウガンダ亡命スーダン人によって結成された。1960年代後半には連邦制に基づく南スーダンの自治権拡大を主張した。また、亡命者は海外で支部活動を行い、南スーダンの完全な分離独立を支持した。第二次スーダン内戦後、南スーダン自治政府が成立後の2008年、南スーダン議会総選挙に参加している。

## 結成
スーダン独立後、南北対立が激化する中、1958年軍事クーデターでイブラヒム・アブード将軍が政権を掌握した。ウィリアム・デン、サトゥルニノ・オフレ神父、ジョゼフ・オドゥホ、アレクシス・バクンバ（Alexis Bakumba）ら南部スーダンの政治家は、ウガンダに亡命を余儀なくされた。さらにサトゥルニノ・オフレ神父とジョゼフ・オドゥホはウガンダからザイール（現在のコンゴ民主共和国）の首都キンシャサに移り、ウィリアム・デンとともに「スーダン・アフリカ閉鎖地区民族同盟」（Sudan African Closed Districts National Union、SACDNU）を結成した。その後、1963年にウガンダの首都カンパラに移動した亡命者たちは、運動を「スーダン・アフリカ民族同盟」（Sudan African National Union、SANU）に改称し、初代議長（党首）にジョゼフ・オドゥホを選出した。

## 亡命中の動き
こうして結成されたSANUは、カンパラでは内戦でザイールとウガンダに避難した約6万人の難民を代表する政治勢力となったが、肝心のスーダン本国に政治的基盤を持たず政治的プレゼンスを確立できなかった。
SANU指導部は、ゲリラ組織アニャニャをどうにか結成したものの、ゲリラ組織としては脆弱であり、1983年に赤道州で活動を開始したものの、カンパラの指導部が充分な指揮を取ることはできず、出先のゲリラが自分たちで作戦を判断し小規模な奇襲攻撃をするような状況であった。

## スーダン国内での運動
1965年2月、ウィリアム・デンはSANU指導部と対立しスーダンに帰国した。対立の理由はSANU内部のデンを中心とする国内派とアグレイ・ジャデイン（Aggrey Jadein）率いる国外派の対立が原因であった。
1965年4月11日、SANUはオムドゥルマンで南部スーダンから2000人を集めた大会を開催し、正式に政党として登録された。 
デン派とハルツームの中央政権で閣僚を務めたスタニスラウス・パヤサマの南部戦線（Southern Front）は、1965年4月のスーダン議会総選挙に参加し、議会で連邦制と南部の自治権拡大を目指し活発に活動した。
1968年総選挙ではウィリアム・デンは議席を得たものの、その直後、暗殺された。

## その後・南スーダン独立
ウィリアム・デンの穏健路線に反対したSANU亡命指導者たちは、ウガンダの首都カンパラで新たにアザニア解放戦線を結成した。
1965年から1967年にかけて、ジョゼフ・オドゥホはアザニア解放戦線議長（党首）を務めた。しかし、オドゥホはアニャニャ司令官であったジョゼフ・ラグ将軍と路線をめぐり対立した。ラグ将軍は政治指導部に対する軍事部門の優位を主張していた。また、同時に赤道州の狭い範囲での組織維持を志向したのに対して、オドゥホは南部スーダンの広範囲な団結を主張した。結局、オドゥホは1971年こうした対立の結果、亡命者グループから離反することとなる。
ウィリアム・デンの子、ヌヒアル・デン・ヌヒアルは、父の暗殺後、ジョン・ガラン大佐率いるスーダン人民解放軍に参加し、南部スーダン自治政府のスーダン人民解放軍担当大臣（軍務大臣）を経て、南スーダン共和国国防相に就任した。 
SANUは、党として連邦制による自治権の拡大から、さらに踏み込んで南スーダンの独立と自決の主張と政策を転換していった。
現在の党議長（党首）は、トビー・マドゥオト博士である。
南スーダンが独立し、総選挙で4議席を獲得した。